# Newark Bay

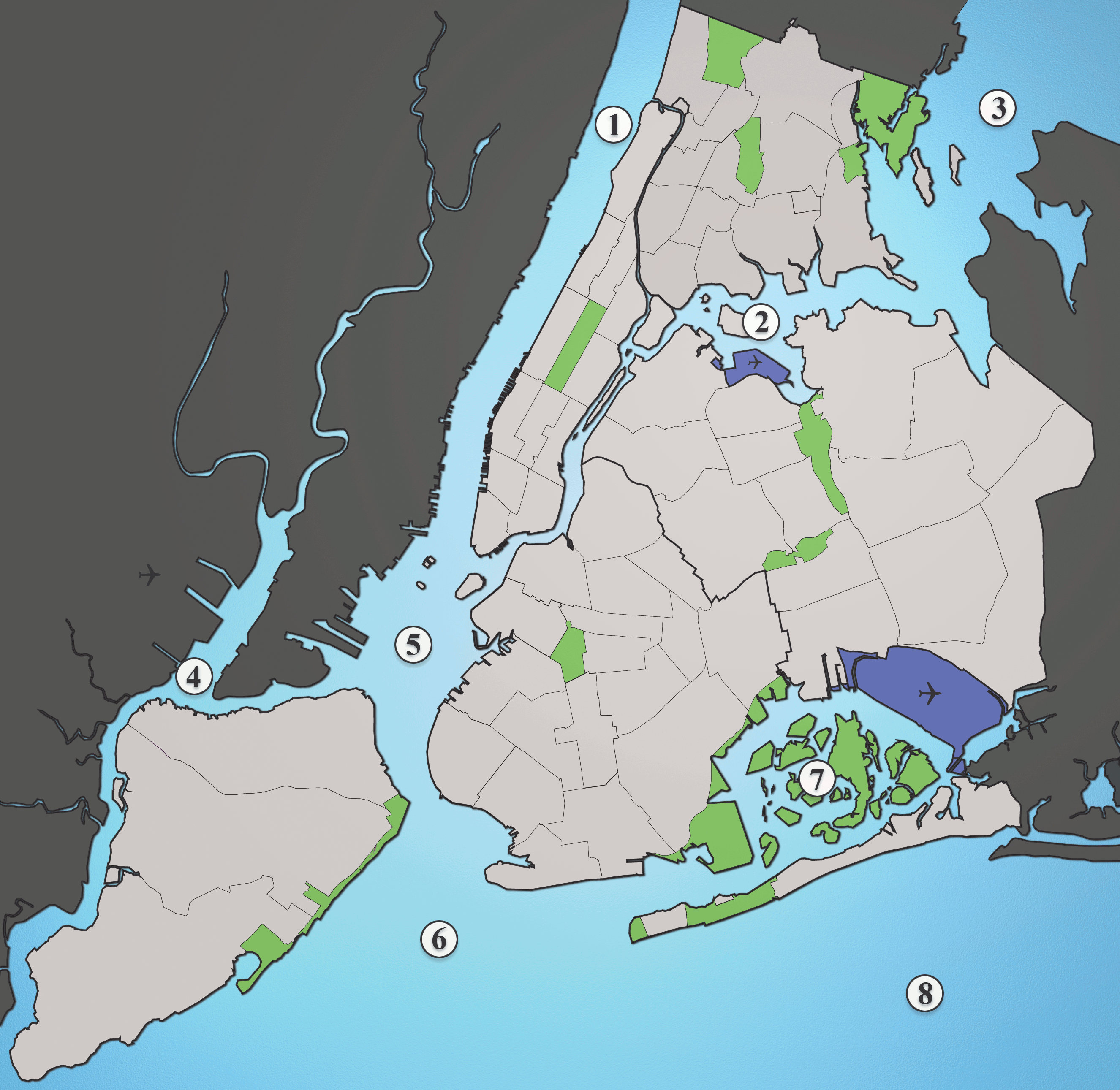
Newark Bay (nummer 4 op de kaart) in het westen van de New Yorkse metropool

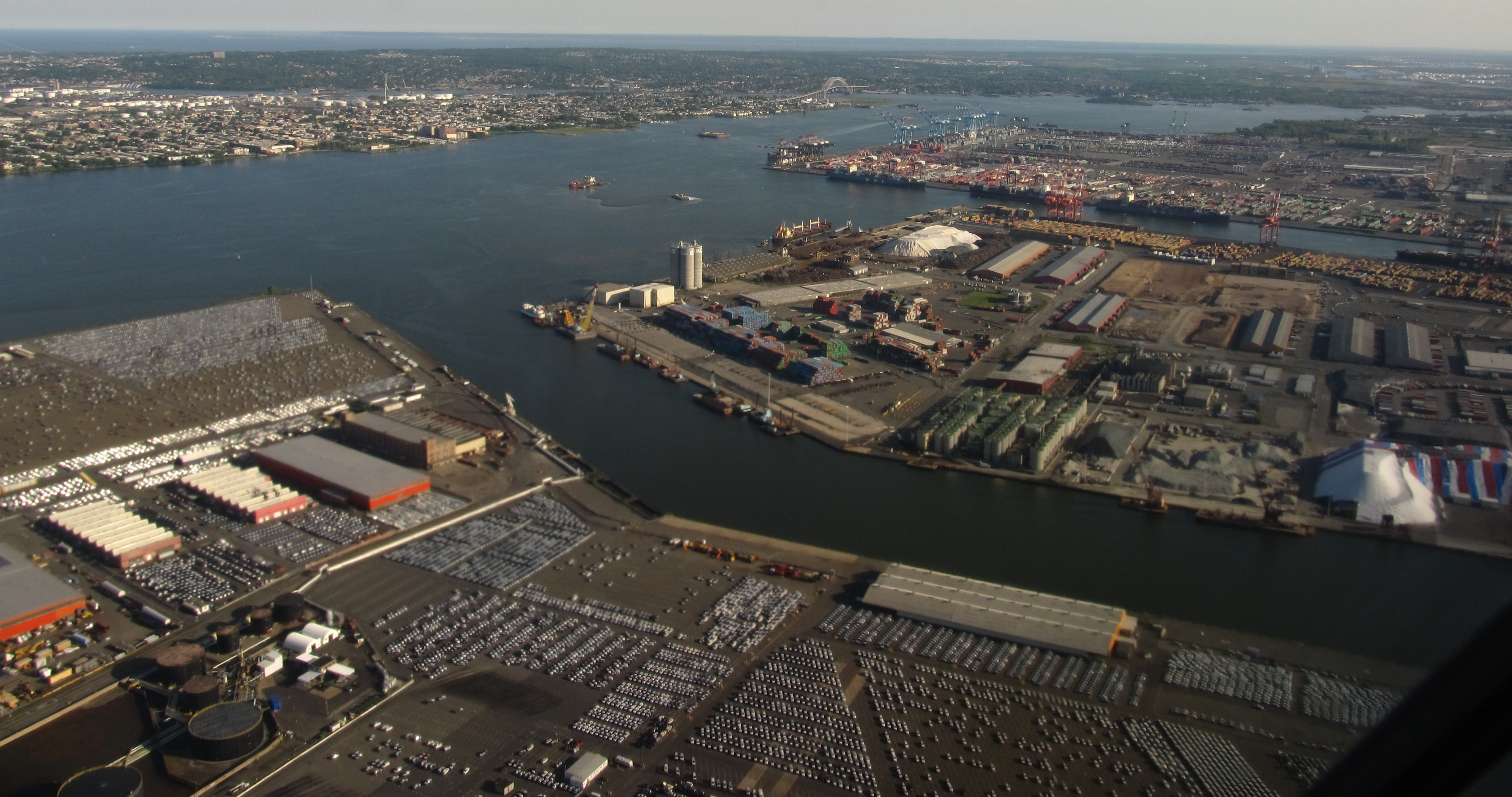
Port Newark–Elizabeth Marine Terminal aan de Newark Bay, op de achtergrond Staten Island

De Newark Bay is een baai in de Amerikaanse staat New Jersey en is het estuarium met getijdenwerking gevormd door de monding van de Passaic River en de Hackensack River. De baai heeft ongeveer een rechthoekige vorm, met een lengte van 9 kilometer en een breedte variërend tussen 1 en 2 kilometer. Op de linkerkuststrook bevinden zich de steden Newark en Elizabeth, de oostkust heeft de steden van Jersey City en Bayonne. De Newark Bay heeft twee doorgangen naar de Atlantische Oceaan. In het zuidoosten van de baai ligt de Kill Van Kull, de zeestraat die leidt naar de Upper New York Bay, ook gekend als New York Harbor en de monding van de Hudson. Van daar is er in het zuiden een doorgang door The Narrows.  Beide zeestraten worden voor het wegverkeer overbrugd, door respectievelijk de Bayonne Bridge met een doorvaarthoogte van 66 meter en de Verrazano-Narrows Bridge met een doorvaarthoogte van 69,5 meter. In het zuidwesten van de Newark Bay is een tweede doorgang naar zee langs Arthur Kill en de westzijde van Staten Island. Deze doorvaart is beperkt tot panamaxschepen met een doorvaarthoogte van de bruggen van 43 meter. Deze mondt uit in de Raritan Bay, het zuidwestelijk deel van de Lower New York Bay bij de monding van de Raritan.
De Newark Bay vormt een belangrijk onderdeel van de haven van New York en New Jersey. In de baai bevinden zich meerdere grote containerterminals waaronder de Howland Hook Marine Terminal en de Port Newark-Elizabeth Marine Terminal.